# Pierre de Broëta
Pierre Joseph Antoine de Broëta, né à Anvers le 3 mars 1777 et mort à Courtrai le 25 août 1848 commerçant d'Anvers.

## Biographie
Pierre de Broëta est le fils de Joseph Guillaume de Broëta, un commerçant et armateur anversois anobli en 1768, et de Jeanne Marie Caroline Muytinckx, issue de la célèbre famille marchande anversoise. 
Le 1er janvier 1808, il est nommé par le préfet Cochon de l'Apparent, maire de la commune de Deurne-Borgerhout. Après avoir été accusé de s'enrichir avec l'argent de la congrégation, il démissionne de son poste de maire le 29 février 1816. Après quoi il s'établit comme brasseur à Deurne.
Il a conçu le premier règlement de police et le registre de la population de Deurne-Borgerhout. Il a été remplacé par intérim par son secrétaire Pieter Mattheus de Ridder.